# 681-es busz
A 681-es jelzésű elővárosi autóbusz egy hurokjárat volt Budapest, Népliget autóbusz-pályaudvar és Dunaharaszti között, ami Soroksár – Dunaharaszti – M5-ös autópálya útvonalon közlekedett. Kizárólag a munkanapi csúcsidőszakokban járt, ellentétes irányban a 680-as jelzéssel közlekedett. A járatot a Volánbusz üzemeltette.

## Története
2022. május 2-án indult a Budapest–Kunszentmiklós-Tass–Kelebia-vasútvonal felújítási munkálatainak ütemváltásával, alternatív utazási lehetőséget kínálva Budapest és Dunaharaszti között a szünetelő vasútforgalom miatt.
2022. augusztus 31-én üzemzárással megszűnt.

## Megállóhelyei
Az átszállási kapcsolatok között az azonos útvonalon közlekedő 679-es, illetve az ellenkező irányban közlekedő 680-as busz nincs feltüntetve.
| 0                                          | Budapest, Népliget autóbusz-pályaudvar induló végállomás | |
| 6                                          | Budapest, Koppány utca (csak felszállás céljából)        | |
| 11                                         | Budapest, Timót utca / Soroksári út                      | 23 627, 630, 631, 632, 635, 636, 653, 654, 655, 659, 661 |
| 13                                         | Budapest, Pesterzsébet felső                             | 23, 66, 66B, 223M 626, 627, 628, 629, 630, 631, 632, 635, 636, 653, 654, 655, 659, 660, 661 1080, 1110 |
| 15                                         | Budapest, Pesterzsébet vasútállomás                      | 66, 66B, 119, 151, 166 630, 631, 632, 635, 636, 653, 654, 655, 659, 661 |
| 17                                         | Budapest, Festékgyár                                     | 66, 66B, 66E, 166 627, 630, 631, 632, 635, 636, 653, 654, 655, 659, 661 |
| 20                                         | Budapest, Soroksár, Hősök tere                           | 66, 66B, 66E, 135, 166 626, 627, 628, 629, 630, 631, 632, 635, 636, 653, 654, 655, 659, 660, 661 1080, 1110 |
| 23                                         | Budapest, Orbánhegyi dűlő                                | 135 653, 654, 655, 659 |
| Budapest–Dunaharaszti közigazgatási határa |                                                          | |
| 28                                         | Dunaharaszti, HÉV-állomás                                | 653, 654, 655, 659, 660, 661 1110 |
| 30                                         | Dunaharaszti, Dózsa György út                            | 659 |
| 32                                         | Dunaharaszti, Baktay Ervin tér                           | 659 |
| 33                                         | Dunaharaszti, Vasútállomás                               | 659 |
| 35                                         | Dunaharaszti, Szent László utca                          | 659 |
| 36                                         | Dunaharaszti, Kodály Zoltán utca                         | 659 |
| 37                                         | Dunaharaszti, Knézich utca                               | 659 |
| Dunaharaszti–Budapest közigazgatási határa |                                                          | |
| 60                                         | Budapest, Népliget autóbusz-pályaudvar érkező végállomás | M3, M30 1, 1M 254E 607, 608, 626, 628, 629, 630, 631, 632, 633, 635, 636, 653, 654, 655, 656, 657, 658, 659, 660, 661, 705 1080, 1081, 1085, 1087, 1090, 1092, 1094, 1110, 1111, 1113, 1115, 1120, 1121, 1125, 1131, 1134, 1136, 1172, 1173, 1174, 1175, 1176, 1177, 1183, 1184, 1185, 1188, 1190, 1193, 1194, 1201, 1205, 1212, 1215, 1216, 1229, 1251, 1253, 1254, 1257, 1268 |